# 马晓伟 (官员)
马晓伟（1959年12月—），男，汉族，山西五台人，中华人民共和国政治人物。1977年8月参加工作，1982年10月加入中国共产党。中国医科大学医疗系毕业。中国共产党第二十届中央委员。曾任国家卫生健康委员会党组书记、主任。

## 生平
马晓伟1978年4月至1982年12月在中国医科大学医疗系学习，毕业后历任卫生部科学教育司干部、办公厅秘书，中国医科大学附属第一医院副研究员、研究员、副院长、院长、党委书记，中国医科大学副校长，辽宁省卫生厅厅长、党组书记等职务。
2001年10月，42岁的马晓伟任卫生部副部长、党组成员，晋升副部级。2013年4月，任国家卫生和计划生育委员会副主任、党组成员。2015年5月，当选中国红十字会副会长。2015年12月，当选第二十五届中华医学会会长。2018年3月19日，在十三届人大一次会议上，被任命为国家卫生健康委员会主任。2022年10月，当选中国共产党第二十届中央委员会委员。
2023年3月12日，马晓伟在十四届全国人大一次会议上连任国家卫生健康委员会主任，但是得到21张反对票和8张弃权票，为所有国务院组成人员中得票率最低的。
2024年5月，已满64周岁的马晓伟不再出现在国家卫健委官网的委领导页，其党组书记的职务由副部长雷海潮接替。6月6日，马晓伟被增补为第十四屆全国政协委员。

## 争议

### 非典
2003年4月10日，国务院新闻办公室举行中外记者招待会介绍非典型肺炎防治工作进展情况。时任卫生部副部长马晓伟在会上通报“截止到4月9日，中国大陆共报告非典型肺炎病例1290例，其中...北京市22例，...已经治愈出院1例...死亡病例4例。...今天我向大家通报的疫情是目前能够确诊的病人的数字，包括广东、北京、山西等几个省市的数字，这个数字目前是准确的。...目前我们所报告的病例当中是包括地方医院和部队医院所有确诊的病例的数字。”然而仅仅10天后的4月20日，时任卫生部部长、党组书记张文康被免职，新任卫生部常务副部长高强在国务院新闻办举行的新闻发布会上确认，北京共确诊SARS病例339例，疑似病例402人；已治愈出院33人，死亡18人。
据原解放军总医院（301医院）普外科医生蒋彦永的回忆，2003年4月，他曾给时任卫生部副部长的马晓伟写信，建议卫生部派人来和他核对SARS病例的数字。“信末我写了我的地址和联系电话，希望他们接到信后给我个回音。我将此信交院方，并通过总后尽快送中央卫生部。此后，我每天催问，院方告诉我，信很快经院和总后送卫生部。但我一直没得到卫生部的回音。”

### 新冠肺炎
据财新网报道，2020年1月3日国家卫健委办公厅发布了一份名为《关于在重大突发传染病防控工作中加强生物样本资源及相关科研活动管理工作的通知》。这份国卫办科教函（2020）3号文规定，针对近期可疑病毒病例样本，各相关机构应按省级以上卫生健康行政部门的要求，向指定病原检测机构提供生物样本开展病原学检测并做好交接手续；未经批准，不得擅自向其他机构和个人提供生物样本及其相关信息。至于哪些机构属于“指定病原检测机构”，文件并未提及。有病毒学家透露，甚至中国科学院武汉病毒研究所都一度被要求停止病原检测，销毁已有样本。
据美联社报道，国家卫建委主任马晓伟曾于2020年1月14日主持召开全国各级卫生系统电话工作会议，紧急部署防控新冠肺炎疫情的工作，称新冠疫情“是2003年非典以来最严重的考验，有可能发展为重大公卫事件”，指出“群聚感染案例表明存在人传人的可能性”，要求各级卫生部门要对“当前严峻而复杂的形势有清醒的认识”。然而，在1月3日至15日长达13天的时间里，武汉市卫健委的通报确诊病例数为零。香港大学微生物学教授袁国勇带领的团队1月15日在港大深圳医院发现一家6人感染病例，其中5人近期到过武汉，并将病毒传给另一人。袁氏立即用书面形式通知中国疾控中心主任高福和广东省疾控中心，提示人传人和无症状感染的风险，但卫健委和中疾控均未发布此信息。迟至1月18日钟南山院士到访武汉，翌日结束武汉考察后对外发出“人传人”警告，公众才了解到新冠病毒会人传人。